# Schloss Vilsheim

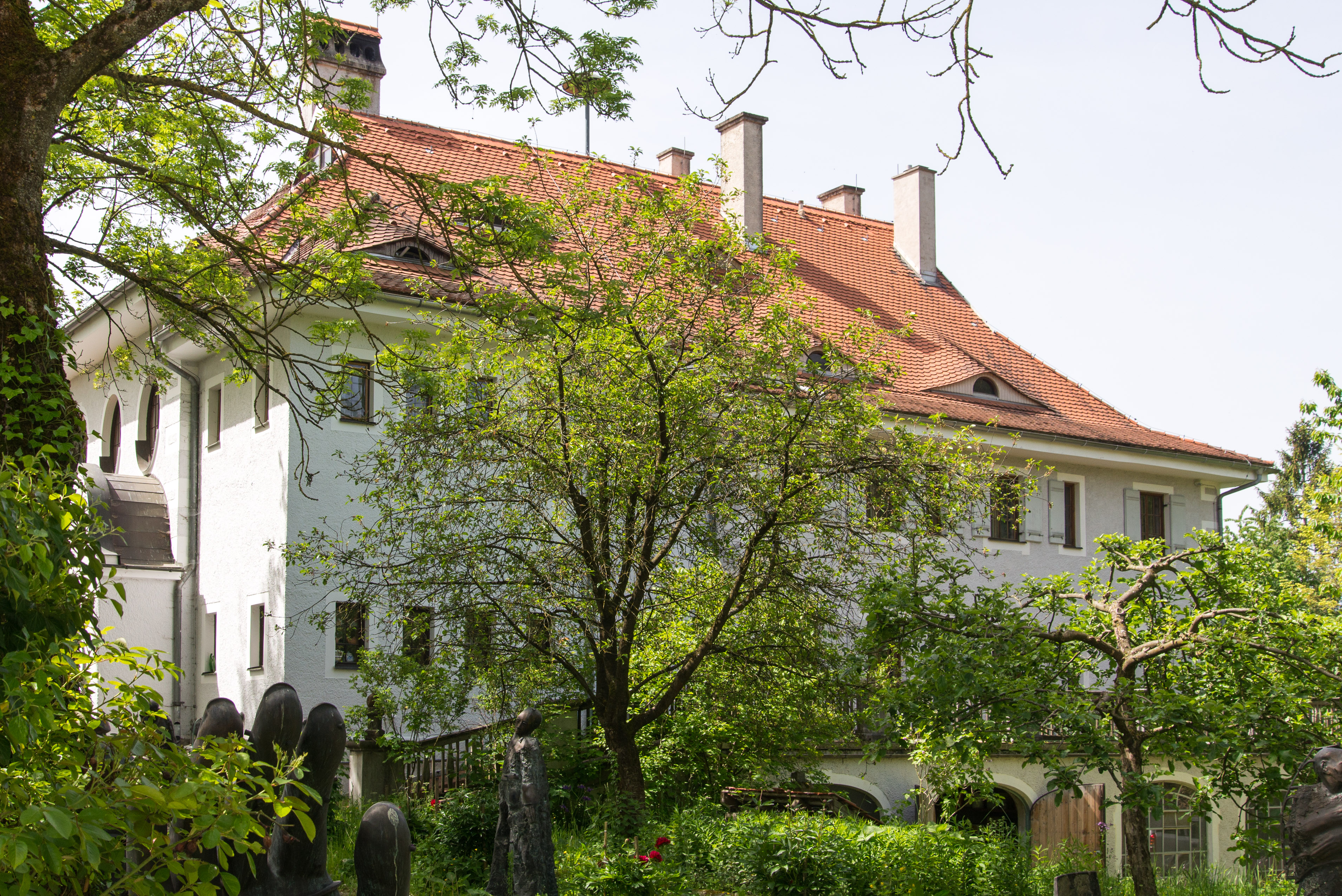
Ehemaliges Schloss und Schulhaus

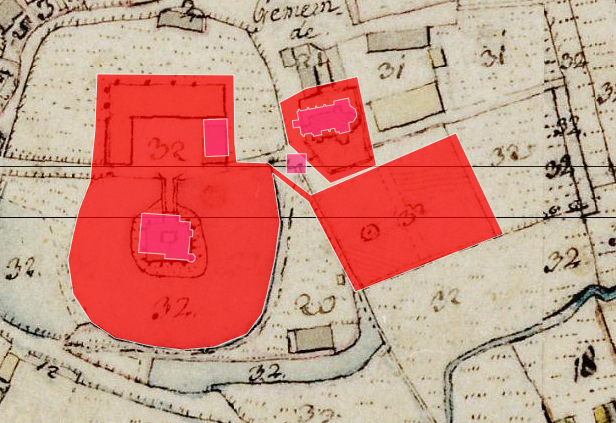
Lageplan von Schloss Vilsheim auf dem Urkataster von Bayern

Schloss Vilsheim ist ein ehemaliges Schloss in der Gemeinde Vilsheim im Landkreis Landshut in Bayern. Ein 1908 errichteter Nachfolgebau diente bis in die 1970er Jahre als Schulhaus. Die Anlage wird als Bodendenkmal unter der Aktennummer D-2-7538-0237 im Bayernatlas als „untertägige mittelalterliche und frühneuzeitliche Befunde im Bereich des ehem. Schlosses Vilsheim“ geführt. Das an der Stelle des Schlosses errichtete Schulhaus ist unter der Aktennummer D-2-74-185-3 als denkmalgeschütztes Baudenkmal von Vilsheim verzeichnet.

## Geschichte
Vilsheim war zunächst Teil des kirchlichen Besitzes der Bischöfe von Freising, dann weltliche Veste. Im 14. Jahrhundert gehörten Ort und Schloss Vilsheim dem reichen Geschlecht der Mautner von Katzenberg, anschließend der adligen Familie Pusch, die bis ins 16. Jahrhundert in Vilsheim residierte. In den nachfolgenden Jahrhunderten war Vilsheim Sitz namhafter Geschlechter, wie der Ayrnschmalz von und zu Vilsheim, der Landshuter Closenberger, der Wagner von Sattelbogen, der Preysing, der Grafen Sedlinzki und der Freiherren von Guggenmoos und von Mettingh. Das Schloss wurde nach dem Tod von Moritz von Mettingh 1908 abgebrochen und darüber ein Schulhaus errichtet. Diesem Zweck diente es bis in die 1970er Jahre, ging dann aber in Privatbesitz über.

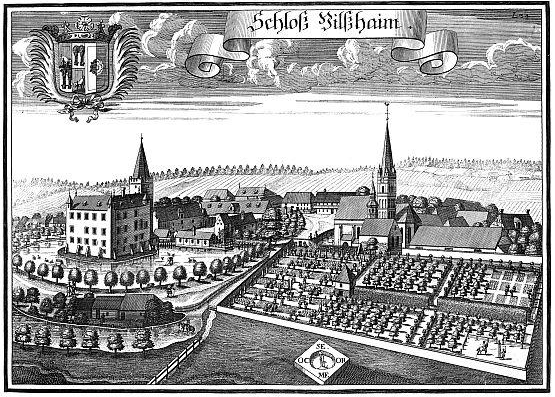
Schloss Vilsheim auf einem Kupferstich von Michael Wening (1723)

## Baubeschreibung
Das Schloss liegt in unmittelbarer Nähe westlich der Pfarrkirche St. Kastulus in Vilsheim. Das ehemalige Schloss steht unter Denkmalschutz (Nummer D-2-74-185-3) und wird folgendermaßen beschrieben:
Ausgedehnte Anlage mit Walmdächern und Putzdekor, zweigeschossiger Bau, teilweise über Sockelgeschoss mit Arkaden, südöstlich Erkerturm mit Zeltdach, Dekor mit Stilelementen des Historismus, 1909; am Platz des ehemaligen Schlosses.